# Соціал-демократична партія Німеччини
Соціал-демократична партія Німеччини (СДП) (нім. Sozialdemokratische Partei Deutschlands (SPD)) — німецька лівоцентристська та ліберальна політична партія з ідеологією соціал-демократії в основі. Найстаріша політична партія Німеччини. Поряд із блоком ХДС/ХСС є однією з найбільших партій у новітній історії Німеччини. 
Після обрання Олафа Шольца канцлером на виборах 2021 року разом із «Зеленими» та Вільною демократичною партією входить до федерального уряду. Після виборів 2013 року увійшла до «великої коаліції», створеної 15 грудня 2013 року. Після поразки на виборах 2009 року перебувала в опозиції. Партія входить до урядів семи Федеральних земель, у п'яти з них главою уряду є представник СДП. СДП входить до складу Партії європейських соціалістів та Соціалістичного інтернаціоналу.
Співголовами партії є Саскія Ескен (з 6 грудня 2019 року) та Ларс Клінґбайль (з 11 грудня 2021 року).

## Історія та платформа

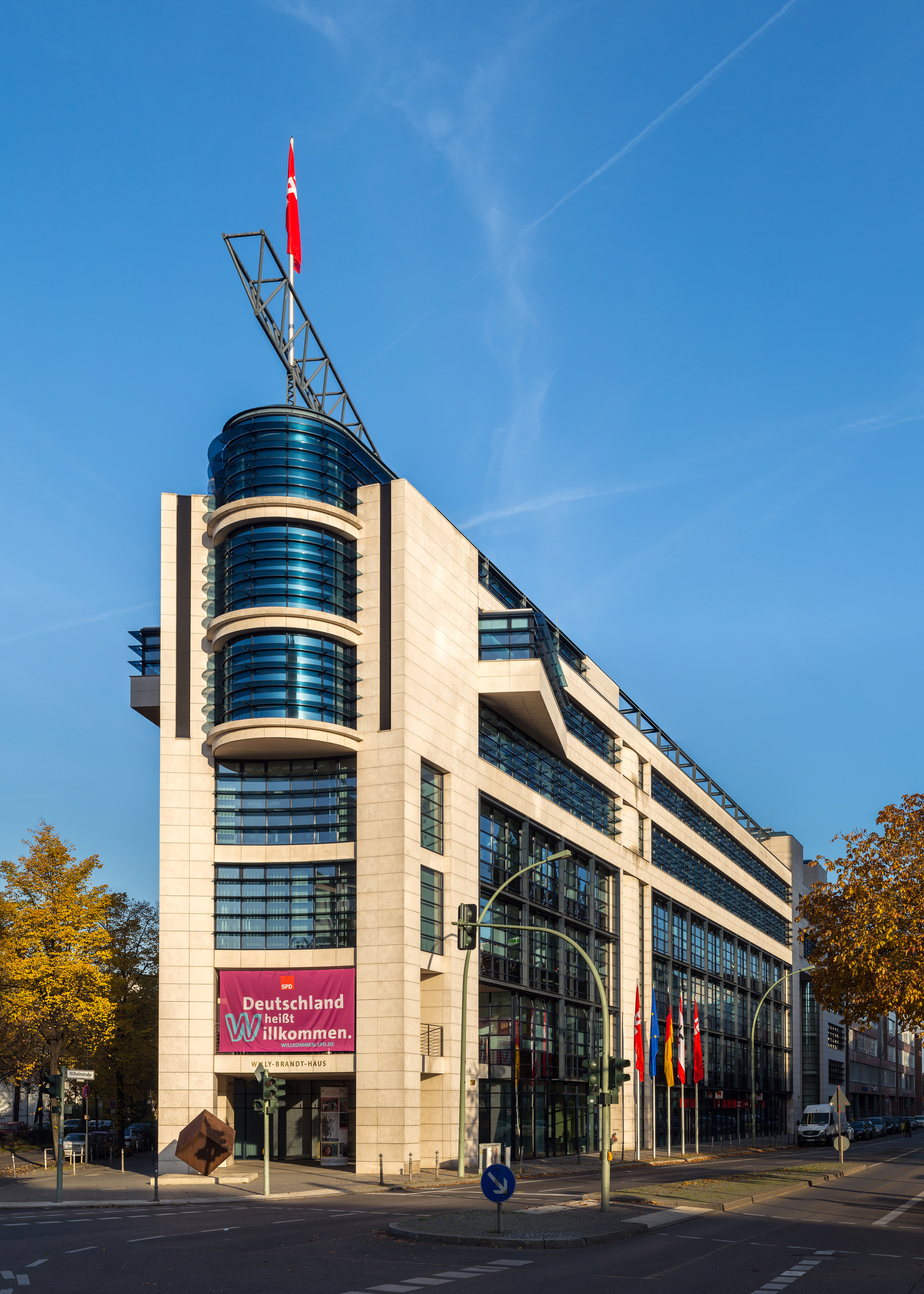
Willy-Brandt-Haus

Початок СДП як політичної організації заклали під час Березневої революції 1848. Власне партія під назвою Загальнонімецьке об'єднання робітників (нім. Allgemeiner Deutscher Arbeiterverein) була заснована 23 травня 1863 року в лейпцизькому Пантеоні. Упродовж кількох десятиліть вона змінювала назви та організаційні форми. Нинішню назву партія отримала 1890 року.
Її політична орієнтація зазнала значних змін, що відображено в різниці між Гайдельберзькою програмою 1925 року, яка закликає до трансформації капіталістичної системи приватної власності на засоби виробництва, та Годесберзькою програмою 1959 року, спрямованої на розширення електоральної бази та політичний зсув до центру. Після Другої світової війни під проводом Курта Шумахера, СДП відновилася, як соціалістична партія, що представляла інтереси робітничого класу та профспілок. Проте після прийняття Годесберзької програми вона переорієнтувалася на соціал-демократичні рейки (основний девіз«якомога більше ринку, держави стільки, скільки необхідно»).
Сучасна платформа СДП намагається об'єднати соціалізм із демократією, прагнучи такої організації суспільства, для якої були би першочерговими як соціальна справедливість, так і свобода. Партія ставить за мету зміцнення координованої соціальної ринкової економіки та справедливий розподіл вироблених благ. Вона вважає необхідним розвиток економічної системи для забезпечення добробуту всього населення. Водночас вона намагається захистити соціальними програмами знедолених. СДП виступає за громадянські права у відкритому суспільстві. У міжнародній політиці вона відстоює мир у всьому світі, намагаючись збалансувати глобальні інтереси демократичними засобами. Одним із пріоритетів СДП є європейська інтеграція.

### Внутрішні угруповання
Більшість членів СДП належать до одного з двох крил: кейнсіанські ліві соціал-демократи та центристи, помірковані соціал-демократи. Центристи підтримують програму реформ, запропоновану колишнім канцлером Герхардом Шредером, кейнсіанці продовжують відстоювати класичну ліву політику, наприклад, розширення соціальних програм.

## Електоральна база

### Соціальний склад
Перед Другою світовою війною соціал-демократи, як основна нереволюційна партія лівого спрямування, мала найбільшу підтримку серед некатолицьких робітників та інтелектуалів, які виступали за соціальний прогрес та економічну рівність. Під проводом Курта Шумахера після Другої світової війни СДП спочатку чинила опір як програмі соціальної ринкової економіки, так і закликам Конрада Аденауера до інтеграції Заходу, але після смерті Шумахера вона прийняла ринкову економіку й положення Німеччини в Західному альянсі з метою здобуття ширшого електорату. СДП ще й досі асоціюють із боротьбою за економічні права профспілок та робітничим рухом. У 1990-х виділилися ліве та помірковане крила, що призвело до виходу з партії значної кількости членів, які пізніше утворили соціалістичну партію лівих (Die Linke).

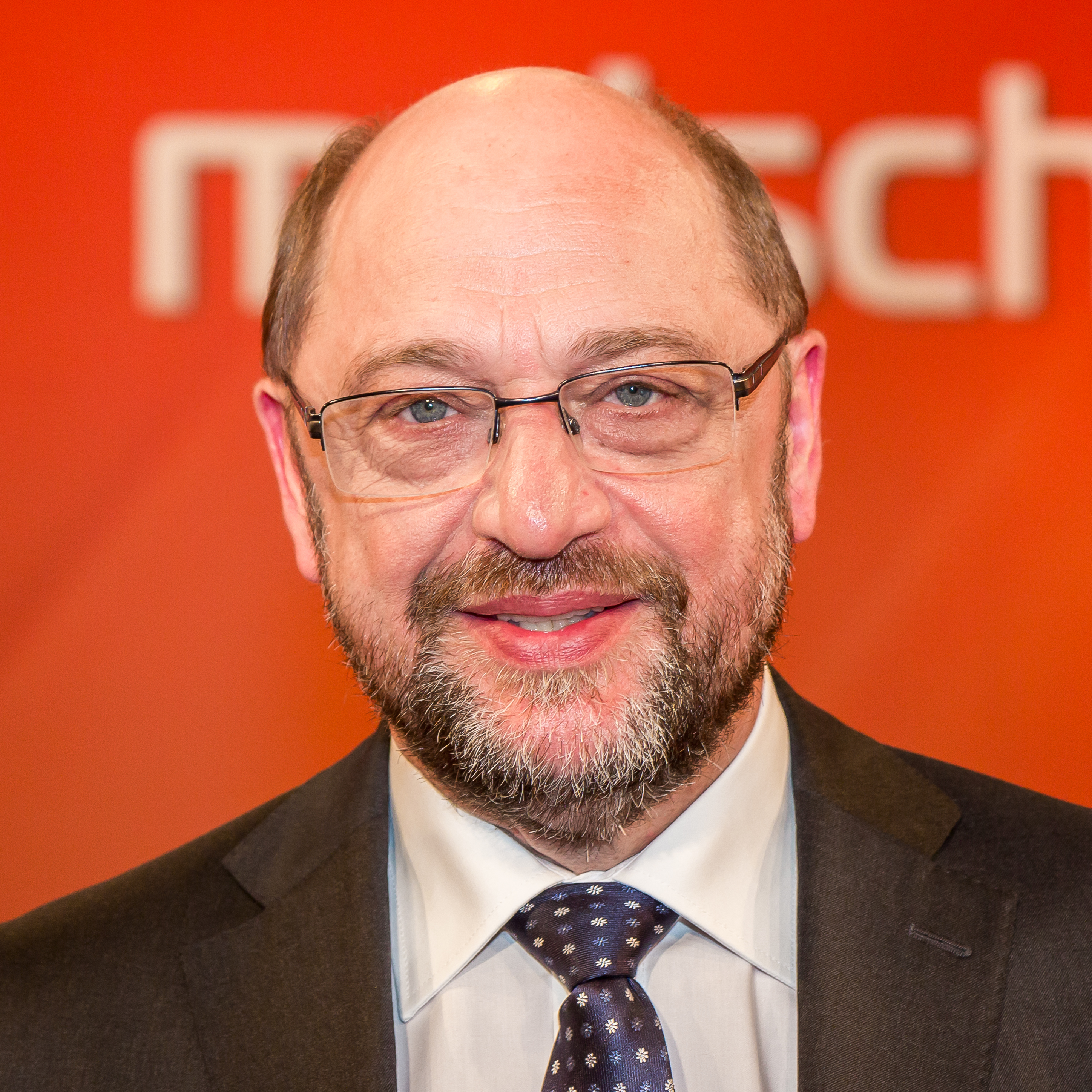
Колишній голова СДП Мартін Шульц

### Географія
Найбільшу підтримку СДП має у великих містах, особливо у північній та західній Німеччині та Берліні. Впродовж XX століття значну підтримку СДП отримувала з району Руру, де колись основними виробництвами були гірничі шахти та сталеплавильні заводи. У Бремені СДП керує безперервно з 1949 року. У південній Німеччині СДП має незначну підтримку, окрім найбільших міст. На виборах 2009 СДП втратила свій єдиний виборчий округ у Баварії. Малі міста та села традиційно підтримують СДП у протестантських областях північної Німеччини та Бранденбургу, за кількома винятками, наприклад, Західної Померанії, де Ангела Меркель здобула переконливу перемогу 2005 року, а також деякі з університетських містечок. Далі на південь СДП має підтримку в північному Ессені, частині Палатінату, Саарі та південно-західному Бадені.

## Історія
Партія заснована 1869 року, але найважливішою подією того часу було злиття 1875 року Загально-німецького товариства робітників (1863) та Соціал-демократичної робітничої партії (нім. Sozialdemokratische Arbeiterpartei). З 1878 до 1890 року партія була заборонена, але її представники мали значну підтримку на виборах. Останнього року підпільного періоду вона затвердила свою сучасну назву. До Першої світової війни партія залишалася ідеологічно радикальною, хоча багато її функціонерів дотримувалися поміркованих дій у щоденній політиці. До 1912 року партія стала збирати найбільше голосів.
Попри згоду із Другим інтернаціоналом про опозицію до Першої світової війни, 1914 року СДП проголосувала за війну. З огляду на це та на більшовицьку революцію, члени ультралівого крила СДП утворили інші партії, спочатку Незалежну СДП, а потім Комуністичну партію Німеччини. Після 1918 року СДП відігравала важливу роль у політиці Веймарської Республіки, хоча входила до складу коаліційних урядів тільки кілька разів (1918–1921, 1923, 1928–1930). Адольф Гітлер заборонив СДП 1933 року, деякі партійні функціонери потрапили до в'язниці, убиті або ж втекли у заслання.
1945 року союзники, які тримали під своїм контролем Західну зону окупації, спочатку дозволили чотири партії: Християнсько-демократичний союз, Партію вільних демократів, Комуністичну партію та СДП. У радянській окупаційній зоні утворилась Єдина соціалістична партія, куди ввійшли соціал-демократи та комуністи. Згодом влада Західної зони відновила запроваджену нацистами заборону Комуністичної партії.
Починаючи з 1949 року, СДП є однією з двох основних партій Федеративної Республіки Німеччина поряд із християнськими демократами. З 1969 до 1982 року, з 1998 до 2005 року і з 2021 до 2025 роки канцлерами Німеччини були соціал-демократи.